# Biksti
Biksti är en ort i Lettland.   Den ligger i kommunen Dobeles Rajons, i den västra delen av landet, 80 km väster om huvudstaden Riga. Biksti ligger 92 meter över havet och antalet invånare är 242.
Terrängen runt Biksti är platt. Runt Biksti är det glesbefolkat, med 14 invånare per kvadratkilometer. Närmaste större samhälle är Dobele, 19,7 km öster om Biksti. Omgivningarna runt Biksti är en mosaik av jordbruksmark och naturlig växtlighet.